# ゴータマ・ブッダの菩提樹

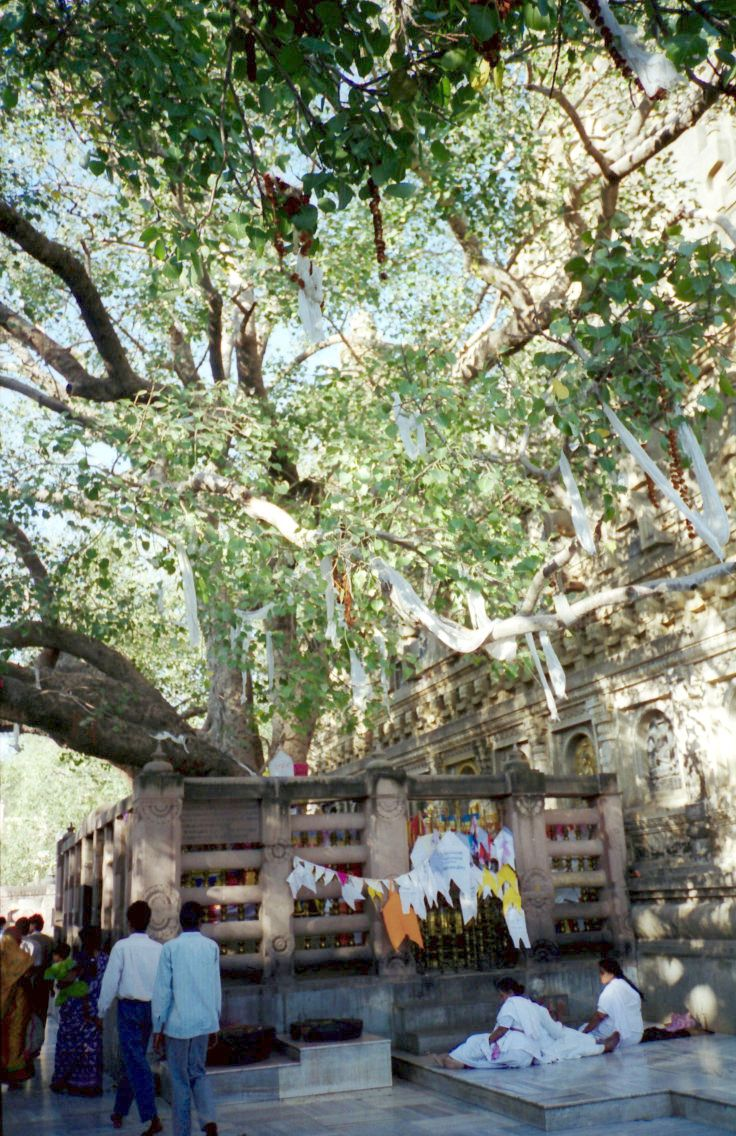
ブッダガヤの大菩提寺の菩提樹

ゴータマ・ブッダの菩提樹（ゴータマ・ブッダのぼだいじゅ）は、仏教の開祖であるゴータマ・ブッダがその木の根元に座って悟りを得た菩提樹（Ficus religiosa、インドボタイジュ）とその挿し木による子孫である。

## 名称
菩提樹の名前は、パーリ語及びサンスクリット語の“budh”という語根に由来し、覚醒する、転じて知り尽くすまたは完全に理解するという意味をもつ。
動詞語根であるbudhが、仏教関連では名詞形の“ボーディー”（bodhi）として、ブッダの悟りを示す。そのため、下に座って悟りを得たとされる木がボーディーの木（Bodhi vriksha）と知られるようになった。
日本語での菩提樹は中国でボーディーの音写となる菩提（ぼだい）、またボーディーの木が菩提樹（ぼだいじゅ）となり、日本語で取り入れられた。
英語のBodhi treeも同様の語源だが、シンハラ語形のbōを経由したbo-treeという形もしばしば用いられる。

## 概説
現在のインドのビハール州のブッダガヤにあったが、5世紀頃のインドにおける仏教の弾圧により木は切られた。しかし、菩提樹は挿し木により強く育つので各地に同じ木の枝から育った子孫が移植された。
近年になって、スリランカのアヌラーダプラにあった初代の菩提樹から育てられた、三代目のゴータマ・ブッダの菩提樹が、ブッダガヤの大菩提寺に植えられている。
仏教の弾圧があったと思われる北インドの町カジュラーホーでは現在、菩提樹はヒンドゥー教の神であるシヴァの木（Shiva's tree）と呼ばれており、仏陀の木（Buddha's tree）はガジュマルを指す。
なぜ仏陀の木がガジュマルを指すようになったかについては、以下の説が考えられる。
1. ゴータマ・ブッダの菩提樹が切られないように、仏教徒が偽の情報を流した。
2. 隠れた仏教徒が、ヒンドゥー教のシヴァを崇拝するふりをして菩提樹の崇拝を続けた。
3. ヒンドゥー教が仏教の崇拝物を乗っ取った。仏教からヒンドゥー教に改宗したあとも、仏陀の木をシヴァの木として崇拝することを許した。
4. 偽の情報を流して、（元）仏教徒にガジュマルを崇拝させようとした。
5. 元々仏陀の木は菩提樹ではなく、ガジュマルであった。

紀元前5、6世紀ころブッダが現ブッダガヤの菩提樹の下で瞑想しているとき悟りを開いた。紀元前3世紀、仏教を信仰したアショカ王の王女がスリランカ中北部のアヌラダプラに若木を移植した。マハーボディー寺院によると、1880年ころ暴風雨で倒壊した。アヌラダプラから若木を運び、再移植したのが現在の木とされる。2007年、その菩提樹の枝を切って売ったとして寺院の住職らが刑事告発された。